# Thea Hucke
Thea Hucke (* 12. August 1893 in Hannover; † 8. Oktober 1970 in Diepholz) war eine deutsche Malerin.

## Leben
Thea Hucke entstammte einer großbürgerlichen Familie, ihr Vater war der Inhaber eines Glühlichtwerks. In ihrer Heimatstadt Hannover besuchte sie das Granier-Lyzeum und erhielt ihre erste künstlerische Ausbildung an der Malschule Jordan und an der Heymannschule. Von 1922 bis 1926 war sie Schülerin von Carl Hans Schrader-Velgen an der Kunstakademie in München. 1929 studierte sie in Berlin bei Wolf Röhricht an der Schule des Vereins Berliner Künstlerinnen sowie 1929/1930 an der privaten Malschule von Johannes Walter-Kurau, wo das Vorbild des aus dem Baltikum stammenden Walter-Kuraus prägend für ihren künstlerischen Stil wurde. Studienreisen führten sie nach Süddeutschland, Ostpreußen, Österreich und Jugoslawien. 
Während des Zweiten Weltkriegs wurde 1943 ihr Wohnsitz und Atelier in Hannover durch einen Bombenangriff zerstört, worauf sie nach Diepholz zog, woher ihre Familie ursprünglich stammte. Sie ging Lehrtätigkeiten in Osnabrück nach, zunächst unterrichtete sie von 1946 bis 1950 als Lehrerin an der Schule für künstlerische Gestaltung und von 1950 bis 1965 gab sie Kurse an der Volkshochschule. Zum Abschied von ihrer kunstpädagogischen Tätigkeit wurde ihr neben anderen Würdigungen 1966 das Verdienstkreuz am Bande des Niedersächsischen Verdienstordens verliehen.
Thea Huckes Werk umfasst Landschaftsbilder (u. a. von der Moorlandschaft bei Diepholz), Stillleben und Porträts, ausgeführt als Aquarelle, Zeichnungen, Ölbilder und Graphiken. Ihr Frühwerk vor 1945 ging durch die Folgen des Zweiten Weltkriegs verloren.
Sie war Mitglied des  Reichsverbands bildender Künstler Deutschlands und In der Zeit des Nationalsozialismus obligatorisch der Reichskammer der bildenden Künste. Für diese Zeit ist ihre Teilnahme an fünf großen Gruppenausstellungen sicher belegt.
1945 schloss sie sich dem wiederbelebten Bund bildender Künstler Nordwestdeutschland, Gruppe Osnabrück an.
1970 starb Thea Hucke mit 87 Jahren in Diepholz, wo sie neben ihrer Zwillingsschwester Anna († 1966) und dem älteren Bruder Georg (1884–1952) begraben wurde. Die Thea-Hucke-Straße in Diepholz erinnert an sie. Ihre Staffelei ist im Heimatmuseum Aschen ausgestellt.

## Ausstellungen (unvollständig)
- 1949: Kollektivausstellung im Städtischen Museum Osnabruck (mit Katalog)
- 2012: Thea Hucke – eine Diepholzer Malerin, Altes Rathaus Diepholz (mit Katalog)
- 2020: Die Kunst der Thea Hucke, Dümmer-Museum Lembruch[3]